# 卢克俭
卢克俭（1932年2月—），男，藏族，甘肃省卓尼县人。中华人民共和国政治人物。
早年曾任天祝藏族自治县县长。1984年，任中共甘肃省委副书记。1993年，任甘肃省人大常委会主任。